# Negai
『Negai feat.ミズノマリ』（ねがい フィーチャリング ミズノマリ）は、DEENの36thシングルである。

## 作品解説
前作「Celebrate」に続く2009年2枚目のシングルで、paris matchのミズノマリが参加している。表題曲「Negai feat.ミズノマリ」のMVには水野美紀が出演している。カップリング曲にはボーナストラックとして、2009年7月18日の着うたで配信された「瞳そらさないで2009」が収録され、初のCD音源化となった。
初回限定盤と通常盤の2種類で発売されており、初回限定盤には『DEEN SUMMER SPECIAL 2009』のライブ映像やオフショット映像と、『DEEN at 武道館 2009』のダイジェスト映像が収録されたDVDが付属している。

## 収録曲

### CD
1. Negai feat.ミズノマリ from paris match
作詞：池森秀一
作曲：山根公路
編曲：山根公路＆時乗浩一郎
2. Feel Like Makin' Love feat.ミズノマリ from paris match
作詞&作曲：Eugene McDaniels
編曲：田川伸治
3. 瞳そらさないで2009 (BONUS TRACK)
作詞：坂井泉水
作曲：織田哲郎
編曲：田川伸治
5thシングルの新録音バージョン
4. Negai（off vocal version）
5. Feel Like Makin' Love（off vocal version）
6. 瞳そらさないで2009（off vocal version）

### DVD（初回限定盤のみ）
1. DEEN SUMMER SPECIAL 2009 〜RESORT LIVE & DOCUMENT〜
2. DEEN at 武道館 2009 〜SPECIAL DIGEST〜

## 収録アルバム
- 『LOVERS CONCERTO（#1、Album Version）[6]
- 『DEENAGE MEMORY -20周年記念ベストアルバム-（#1）[7]
- 『DEEN The Best FOREVER 〜Complete Singles +〜（#1）[8]